# Hadrianus Junius
Hadrianus Junius (1511-1575), también conocido como Adriaen de Jonghe, fue un médico holandés, estudioso de los clásicos, traductor, lexicógrafo, anticuario, historiógrafo, emblematista, rector de escuela, y poeta latino. 

## Biografía

### Juventud y educación
Adriaen de Jonge o Hadrianus Junius, nació en la ciudad Hoorn, Frisia el 1 de julio de 1511, en una familia de regentes locales. Asistió a la escuela latina en Haarlem. A la edad relativamente avanzada de 23 años, se fue a estudiar a Lovaina, donde pasó un par de años. Luego se embarcó en su Academica peregrinatio, que le condujo por Siena, Bolonia, Venecia y Roma. 
En sus cartas relata sus visitas al famoso humanista legal Andrea Alciato, su asistencia a un servicio litúrgico griego-ortodoxa en Venecia, y sobre un experimento con gusanos luminosos en la campiña boloñesa. Obtuvo su doctorado en filosofía y medicina en Bolonia en 1540. Poco después de su graduación, se fue a París a un centro de impresión. Allí actuó como agente para el impresor Christian Wechel, que publicó su primera obra: una edición con traducción latina de Cassius Iatrosophista (1541). En París Junius parece haberse encontrado con Edmund Bonner, obispo de Londres, con el que visitó Gante.

### Inglaterra
En abril de 1544 se dirigió a Londres, donde Thomas Howard, tercer duque de Norfolk, le hizo su médico. Henry el hijo de Howard, el 'conde poeta de Surrey' (que estaba interesado en literatos como Junius) lo contrató como tutor para sus hijos. Junius pasó gran parte de su tiempo en Norfolk, en el castillo de la familia en Kenninghall. Dividió su tiempo entre la enseñanza de los niños y varios proyectos académicos: una edición de la biografía de Alejandro Magno por Curtius Rufus  (publicado 1546), una edición con la traducción de parte de los Ensayos Morales de Plutarco (publicada 1547), y un léxico greco-latín (1548). 
La alianza con los Howard llegó a un abrupto final cuando Thomas y Henry Howard fueron encarcelados por acusaciones de alta traición. Junius perdió gran parte de su biblioteca cuando se confiscaron las pertenencias de su patrón. Incluso antes de que Henry Howard fuera ejecutado por Enrique VIII, el 19 de enero 1547, Junius solicitó con éxito el patrocinio del enviado de Carlos V, Franciscus van der Dilft, a quien dedicó su edición de Plutarco. Dedicó su Lexicon al nuevo rey Eduardo VI de Inglaterra. Al parecer, Junius trató de asegurarse una posición en la corte inglesa; en 1550 dedicó el manuscrito de su obra sobre los calendarios al rey Eduardo. Mientras, también elogió a Carlos I de España en su edición de Curtius y tal vez probó suerte, a través de Van der Dilft, en la corte de los Habsburgo, ya que no se sentía del todo cómodo con la conversión de la Iglesia inglesa al protestantismo. En sus cartas describe el despojo de los altares como resultado de las órdenes eduardianas.

### Legado
Algunos de sus contemporáneos expresaron que Junius era un segundo Erasmo, pero su alcance era mucho más limitado. Se dedicó principalmente al trabajo lingüístico, lexicográfico y filológico, y a menudo se sumergía en etimologías, las explicaciones de antigüedades y datos geográficos. Incluso su obra más literaria, sus Emblemas, dan testimonio de su preferencia por las entidades cortas, autónomas por sobre  narrativas estructurales y argumentos filosóficos. Su Batavia fue programado para ser seguido por dos volúmenes de narrativa histórica, comenzando por los primeros condes de Holanda y conectando con los reyes de Borgoña, pero Junius ni siquiera se embarcó en esta historia política. En cambio, optó por pulir su "Batavia"  en los pocos años que le quedan. Él no era el teólogo que Erasmo era, pero compartía con  Erasmus el gusto por la pedagogía.
Por sobre todo era un hombre de saber enciclopédico. No ha quedado nada de lo que fue quizás su proyecto más grande, una edición y traducción de la Suda, en lo que trabajó durante al menos dos décadas, pero que nunca vio la luz. Él saqueó esa enciclopedia bizantina, y otras obras enciclopédicas y diccionarios para sus obras propias. Un libro común, que se conserva en el Biblioteca Bodleiana en Oxford, no refleja el inmenso saber de este erudito. Sin embargo, Junius también llevó a cabo investigación más allá de sus libros, como lo demuestra su tratado micológico, su historia sobre las luciérnagas y sus consultas a conductores de carros relativas a los términos técnicos de su oficio, para  beneficio de su enorme y exitoso Nomenclador.
Su conocimiento fue reconocido por sus contemporáneos: su correspondencia, de la cual sobreviven 426 cartas, muestran que disfrutó de compartir su vasta erudición. También muestran sus a menudo exitosos intentos de obtener el patrocinio de los grandes y poderosos. Sus descendientes lograron conseguir algo de su herencia literaria y académica: su hijo Petrus Junius compiló sus cartas (que recién serán publicadas en 1652), su nieto Albert Verlaen publica su poesía religiosa (1598), y varios libros de su autoría aun se encuentran en la biblioteca de la Universidad de Leiden y en otras bibliotecas. Muchos de sus poemas y el Batavia, fueron publicados póstumamente por su amigo Janus Dousa, quien contribuyó a establecer la reputación de Junius para las generaciones futuras como "el hombre más instruido en Holanda después de Erasmo".

## Obra

### Ediciones de autores
- Cassius Medicus, De animalibus medicae quaestiones, 1541.

- Curtius Rufus, De rebus gestis Alexandri Magni, 1546.

- Eunapius, De vitis philosophorum, 1568, 1596.

- Eustathius, Copiae cornu sive Oceanus enarrationum Homericarum, 1558.

- Hesychius, De his qui eruditionis fama claruere liber, 1572, 1572, c. 2.

- Martialis, Epigrammata, 1559 (sin acuse de recibo), 1568, 1584.

- Hippocrates, Eenen brief aen Demagetum, 1573.

- Nonius Marcellus, De proprietate sermonum, 1565.

- Plautus, Observationes, 1566.

- Plutarchus, Symposiaca problemata, 1547.

- Seneca, Annotationes in ludum de morte Claudii, 1557

### Ediciones póstumas publicadas y/o comentarios
- Ausonius, Notae in Ausonii opera, 1588.

- Iuvenalis, Notae selectae ad Satyras, 1685.

- pseudo-Lucanus, Ad Calpurnium Pisonem poemation, 1576 (previamente en Animadversa, 1556)

- Petronius, Observationes in Satyricon, 1615.

### Obra original
- De anno et mensibus commentarius, cui adjungitur Fastorum liber, (…) quo, quicquid peculiariter apud Graecos, Hebraeos, Romanos, aliasque exoticas nationes memorabile quolihet die actum fuerit et observatum, compendio commonstratur, autore Hadriano Junio. Item Calendarium in quo totius anni dies articulatim ad calculum vocati, atque idipsum latinis haud barbaris sententiis, cuilibet anni tempori congruis, Basel (Henricus Petri), 1553

- Philippeis, sive in Nuptias Divi Philippi Aug. Pii & Heroinae Mariae Aug. Felicis, Regum Angliae, Franciae, Neapolis, Hierosolymorum & Hiberni etc. Carmen Heroicum, Londen (T. Berthe), 1554.

- De anno et mensibus commentarius: item Fastorum liber. Praeterea Calendarium syllabicum in quo totius anni dies ad calculum sunt vocati. Antiquitatis item reliquiae, Fasti Caesariani, imperante August. Caes. in marmore incisi, et Calendarium quod Rusticum nominant. Postremo Isocratis ad Demonicum admonitoria, eodem authore interprete, Basel (Henricus Petri), 1556.

- Animadversorum libri sex, omnigenae lectionis thesaurus, in quibus infiniti pene autorum loci corriguntur et declarantur, nunc primum et nati et in lucem aediti. Ejusdem de coma commentarium, Basel (Isengrinus), 1556, 1708, 1708, c. 2.

- Adagiorum Centuriae viii. cum dimidia, per Hadrianum Iunium medicum conscriptae: opus nouum et nunc primum in lucem editum, Basel (H. Frobenium), 1558.

- Phalli ex fungorum genere in Hollandiae sabuletis passim crescentis descriptio, et ad vivum expressa pictura, Delft (H. Schinckelius), 1564. edición web indexó Linneo en su Bibliotheca Botanica, p. 39)

- Emblemata ad D. Arnoldum Cobelium. Ejusdem aenigmatum libellus ad Arnoldum Rosenbergum, Antwerp (Christopher Plantin), 1565. edición web

- Anastaurosis sive passio Servatoris Nostri Iesu Christi, ab Hadriano Iunio medico conscripta. Ad Clariss[imum] V[irum] D. Viglium Zuicemum in suprema Curia Praesidem, Antwerp (Christopher Plantin), 1565.

- Nomenclator, omnium rerum propria nomina variis linguis explicata indicans, Hadriano Iunio medico auctore, Antwerp (Christopher Plantin), 1567, 1571, 1574, 1577, 1583, 1583, c. 2, 1588, 1591, 1592, 1596, 1614, 1620.

- Batavia. In qua praeter gentis et insulae antiquitatem, originem ... aliaque ad eam historiam pertinentia, declaratur quae fuerit vetus Batavia...quae item genuina inclytae Francorum natonis fuerit sedes, Leiden (Franciscus Raphelengius), 1588, 1588, c. 2, 1652

- Poematum liber primus, continens pia et moralia carmina, quorum indicem post encomiastica carmina reperies, iamprimum in lucem prolata ab authoris nepote, ed. Albert Verlaen, Leiden (Ludovicus Elzevirius), 1598.

- Epistolae, quibus accedit ejusdem vita et oratio de artium liberalium dignitate. Nunquam antea edita, Dordrecht (Vincentius Caimax), 1552 [=1652], 1552, c. 2 quizás editó Andreas Colvius.

- Epistolae selectae nunc primum editae, ed. Petrus Scheltema, Ámsterdam (M.H. Schonekat), 1839.

## Honores
El 1 de julio de 2011, se celebró en su ciudad natal de Hoorn el 500 aniversario de su nacimiento,  ocasión en la que se publicaron tres libros, incluyendo una biografía, una traducción holandesa de su Batavia y un volumen de artículos académicos (ver referencias más abajo).
- La abreviatura «Junius» se emplea para indicar a Hadrianus Junius como autoridad en la descripción y clasificación científica de los vegetales.[1]